# Celeste Saulo
Pour les articles homonymes, voir Saulo.
Andrea Celeste Saulo (née le 6 mai 1964) est une météorologue et éducatrice argentine. Elle est directrice du Servicio Meteorológico Nacional (SMN) depuis le 8 juillet 2014. Elle fut élue première vice-présidente de l'Organisation météorologique mondiale (OMM) le 24 avril 2018 et puis secrétaire générale le 1er juin 2023. Elle est la première femme à occuper ces deux derniers postes. 

## Biographie
Celeste Saulo est née à Buenos Aires le 6 mai 1964. Elle a obtenu une licence en météorologie à l'Université de Buenos Aires (UBA) en 1987 et un doctorat en sciences de l'atmosphère en 1996.

### Carrière
Celeste Saulo a commencé sa carrière comme professeure assistante en sciences de l’atmosphère à l’Université de Buenos Aires en 2000. Depuis 2002, elle est chercheuse au Centre de recherche sur la mer et l'atmosphère, une coentreprise de l'UBA et du Conseil national de la recherche scientifique et technique d'Argentine (CONICET). Elle a été élue pour deux mandats consécutifs (2009-2013) directrice du Département des sciences atmosphériques et océaniques de la Faculté de sciences exactes et naturelles de l’UBA,.
Celeste Saulo s'est spécialisée dans la prévision numérique du temps, la dynamique et thermodynamique de l’atmosphère, la météorologie à méso-échelle et la physique des nuages servant aussi de directrice doctorale et post-doctorale dans ces domaines,. Elle a récemment fait porter ses recherches sur des sujets interdisciplinaires tels que la production d’énergie éolienne, la climatologie destinée à l’agriculture et les systèmes d'alerte météorologique.
La Dre Saulo est devenue membre du Comité directeur scientifique du Programme mondial de recherche sur la prévision du temps de l’OMM en 2011 et de divers autres groupes d’experts.
En juillet 2014, elle est nommée directrice du service météorologie national d'Argentine (SMN). Sous sa direction, le SMN a travaillé pour augmenter la capacité des Services météorologiques et hydrologiques de plusieurs pays en développement ainsi que la formation de leur personnel au Centre Régional de Formation d'Argentine. Celeste Saulo est devenue automatiquement la représentante de son pays à l'Organisation météorologique mondiale et y est élue au Conseil exécutif en juin 2015.
En avril 2018, elle est élue deuxième vice-présidente et première vice-présidente par intérim, succédant à Rob Varley, poste qui sera confirmé l'année suivante. Puis le 1er juin 2023, elle y est élue secrétaire générale pour succéder à Petteri Taalas en janvier 2024,.

### Publications
Elle est auteure/co-auteure de nombreux chapitres de livres et d'articles scientifiques. De plus, elle a supervisé de nombreux étudiants des cycles supérieurs universitaires et au moins cinq thèses de doctorat. Elle participe aussi comme chercheuse principale dans des projets de recherche financés par des organismes nationaux ou internationaux.